# Goreme Col
Der Goreme Col (englisch; bulgarisch Горемска седловина Goremska sedlowina) ist ein 2700 m hoher Bergsattel im westantarktischen Ellsworthland. In der Sentinel Range des Ellsworthgebirges bildet er einen Teil der Wasserscheide zwischen dem Dater-Gletscher im Norden und dem südlich liegenden Thomas-Gletscher. 8,15 km östlich des Marts Peak, 8,66 km südöstlich des Vanand Peak, 4,65 km südwestlich des Mount Tuck und 1,47 km westlich bis nördlich des Prosenik Peak verbindet er die Doyran Heights im Osten mit dem 2,94 km südwestlich von ihm aufragenden Mount Mohl an der Nostostflanke des Craddock-Massivs.
US-amerikanische Wissenschaftler kartierten ihn 1988. Die bulgarische Kommission für Antarktische Geographische Namen benannte ihn 2011 nach der Ortschaft Goreme im Südwesten Bulgariens.